# Paroecobius private
Espèce
Paroecobius private est une espèce d'araignées aranéomorphes de la famille des Oecobiidae.

## Distribution
Cette espèce est endémique de Madagascar.

## Description
La femelle holotype mesure 1,22 mm.

## Étymologie
Cette espèce est nommée en référence à Private, un personnage dans Les Pingouins de Madagascar.

## Publication originale
- Magalhães & Santos, 2018 : The spider family Oecobiidae in Madagascar, including four new species and a new record. Zootaxa, no 4527(1), p. 37-48.